# Lorbeerwald

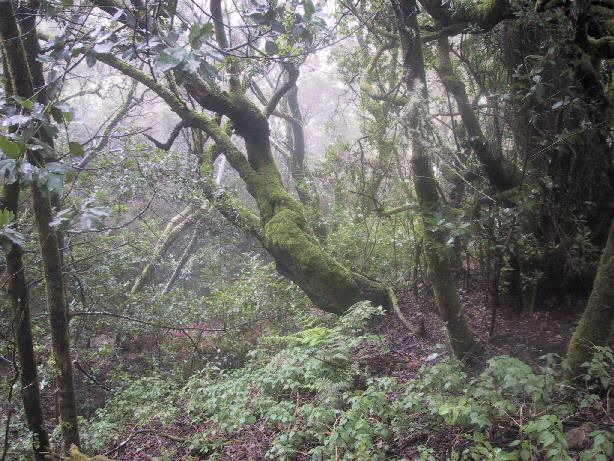
Lorbeerwald auf La Gomera

Lorbeerwälder sind immergrüne Feuchtwälder der subtropischen Feuchtklimate, beziehungsweise der Ökozone der Immerfeuchten Subtropen. Typisch sind Bäume mit dunkelgrünen, mittelgroßen, ledrigen, derben, kräftigen und glänzenden laurophyllen oder lucidophyllen Blättern. Namensgebend sind die Lorbeergewächse, welche in den Lorbeerwäldern der Nordhalbkugel häufig vorkommen. Auf der Südhalbkugel dominieren meist andere Pflanzenfamilien, aber der Vegetationstypus ist der gleiche.

## Klima und Abgrenzung zu anderen Vegetationstypen
Lorbeerwälder wachsen in der subtropischen Klimazone in Gebieten mit ausreichenden Niederschlägen, insbesondere im Sommerhalbjahr. Die Winter sind mild und die Sommer meist warm. Die meisten Pflanzen ertragen leichte Fröste, aber meist nicht Temperaturen unter −10 °C. 
Von den sommergrünen Laubwäldern unterscheiden sich die Lorbeerwälder durch mildere Winter, wodurch immergrüne Laubbäume dominieren. Von den tropischen und subtropischen Regenwäldern unterscheiden sie sich durch das Vorhandensein einer kühlen Jahreszeit mit gelegentlichen Frösten (Winter). Dadurch ist der Stockwerkaufbau einfacher, und viele typisch tropische Pflanzengattungen fehlen, dafür sind Gattungen gemäßigter Gebiete häufiger.
Von den mediterranen Hartlaubwäldern unterscheiden sich die Lorbeerwälder durch das Fehlen einer Trockenperiode im Sommer. Dadurch ist die Vegetation insgesamt üppiger und breitblättriger.
Die Abgrenzung zu den gemäßigten Regenwäldern ist uneinheitlich: Insbesondere die (hier – mit Ausnahme der relikthaft subtropischen, heute jedoch gemäßigten chilenischen Araukarienwälder Süd-Zentralchiles – nicht zugeordneten) Küstenregenwälder Chiles und der Nordinsel Neuseelands werden zum Teil den Lorbeerwäldern zugerechnet, obwohl Lorbeergewächse hier gegenüber den Scheinbuchen und südhemisphärischen Koniferen deutlich zurücktreten. Klimatisch gesehen unterscheiden sich die Lorbeerwälder von den gemäßigten Regenwäldern durch wärmere Sommer. Physiognomisch sind die Unterschiede gering.

## Verbreitung

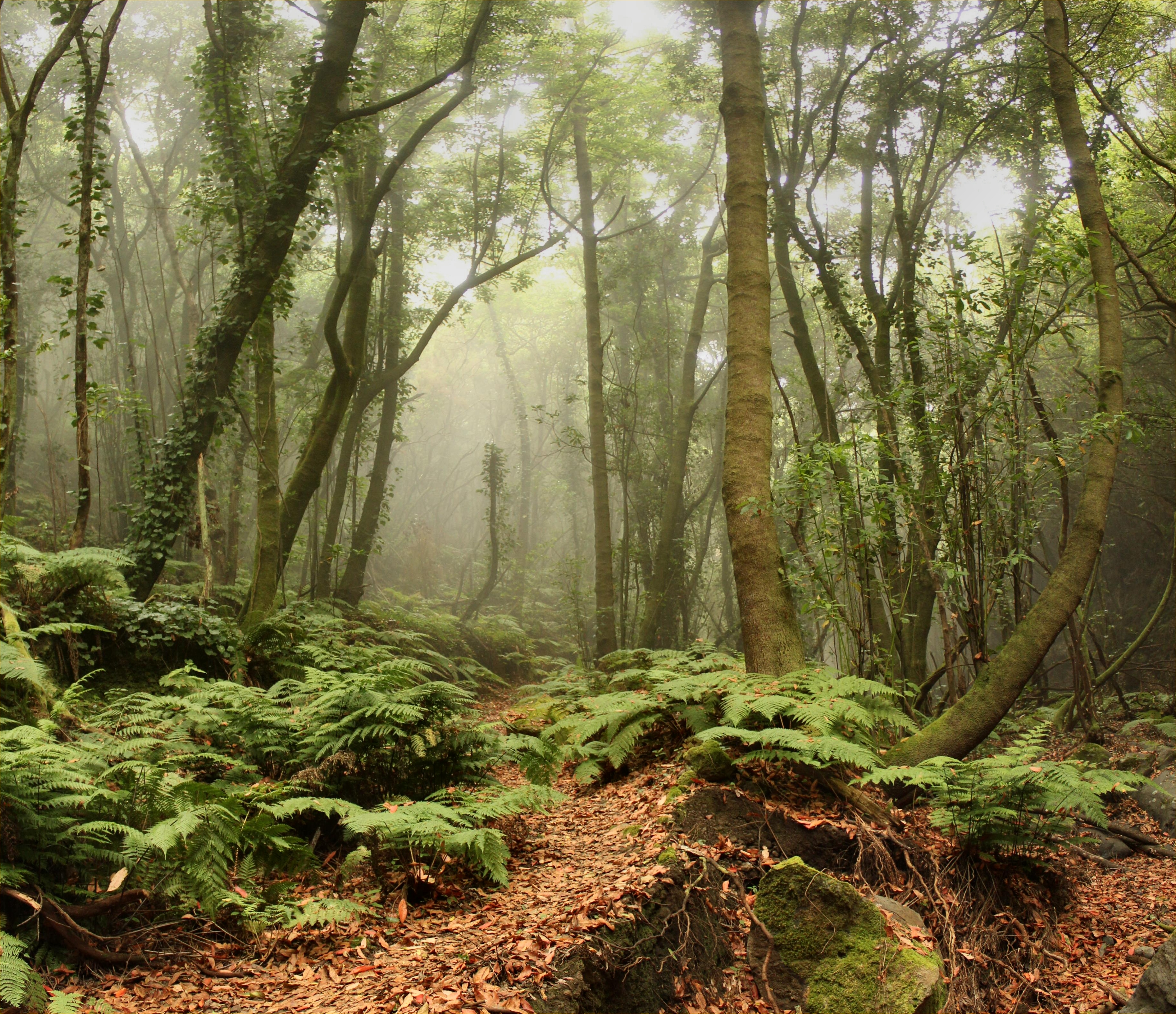
Farnreicher Lorbeerwald La Zarza auf La Palma, Kanaren, 2018

Lorbeerwälder kommen in folgenden Gebieten vor (Sortierung in etwa nach Flächengröße):
- Ostasien: nördliches Vietnam, südliches China, südliches Japan, Südkorea
- Südosten der USA
- Südosten von Brasilien (Floresta ombrófila mista)
- Südosten Australiens
- Südosten von Südafrika sowie die afromontane „Waldinsel“ des Knysna Forest im Süden
- Norden von Neuseeland
- Südosten von Aserbaidschan und Norden von Iran (Hyrcanischer Wald)
- Georgien und Türkei: Schwarzmeerküste, kolchische Tiefebene
- Kanarische Inseln, Madeira, Azoren: Laurisilva Makaronesiens